# Поуни (окръг, Оклахома)
Окръг Поуни (на английски: Pawnee County) е окръг в щата Оклахома, Съединени американски щати. Площта му е 1541 km², а населението – 16 612 души (2000). Административен център е град Поуни.